# Distretto di Kanyakumari
Il distretto di Kanyakumari è un distretto del Tamil Nadu, in India, di 1 669 763 abitanti. Il suo capoluogo è Nagercoil.